# Paraprotus speciosus
Paraprotus speciosus is een hooiwagen uit de familie Cosmetidae.